# Eli Goree
Eli Goree, né le 26 mai 1994 à Halifax, Canada est un acteur canadien. 

## Biographie
Eli Goree est né le 26 mai 1994 à Halifax, Canada. 

## Carrière
Il commence sa carrière en 2006 dans la série North/South. 
De 2007 à 2009, il joue le rôle de Malik dans la série populaire de Global TV Da Kink in My Hair. Il apparait aussi dans la série Soul.
Au théâtre, il a joué le rôle principal de Jake dans la pièce Secrets of a Black Boy, saluée par la critique en 2009. 
Entre 2010 et 2013, il est apparu dans le documentaire parodique Pure Pwnage ainsi que dans les séries Supernatural et Dr Emily Owens.
En 2014, il joue dans la première saison de The 100, diffusée sur The CW.
En 2016, il tient l'un des rôles principaux de la sérier Dead of Summer,,. Mais la série est annulée après une courte saison. Cette même, il obtient son premier rôle important dans un long métrage avec La Couleur de la victoire.
En 2020, il joue dans One Night in Miami de Regina King il y incarne Cassius Clay alias Mohamed Ali. 
En 2022, il joue dans la série Périphériques, les Mondes de Flynne. 

## Filmographie

### Cinéma

#### Longs métrages
- 2014 : Godzilla de Gareth Edwards : Un homme
- 2016 : La Couleur de la victoire (Race) de Stephen Hopkins : David Albritton
- 2020 : One Night in Miami de Regina King : Cassius Clay / Mohamed Ali
- 2021 : The Guilty d'Antoine Fuqua : Rick (voix)

#### Court métrage
- 2006 : Enough de Jeff Wheaton : Dakota

### Télévision

#### Séries télévisées
- 2006 : North/South : Tyson
- 2009 : Flashpoint : Jermaine
- 2009 : Soul : Samson
- 2009 : Da Kink in My Hair : Malik
- 2010 : Pure Pwnage : Tyrel
- 2012 : Supernatural : Marcus
- 2012 - 2013 : Dr Emily Owens (Emily Owens M.D.) : Bowman / Interne Bomount
- 2013 : À l'aube de la destruction (Eve of Destruction) : Madhatter53
- 2013 : Motive : Graeme
- 2014 : Les 100 (The 100) : Wells Jaha
- 2016 : Heartbeat : Thomas
- 2016 : Dead of Summer : Un été maudit (Dead of Summer) : Joel Goodson
- 2016 : Legends of Tomorrow (DC's Legends of Tomorrow) : James Jackson
- 2018 : GLOW : Ernest Dawson
- 2018 : Ballers : Quicny Carter
- 2018 - 2020 : Riverdale : Mad Dog
- 2019 : Pearson : Derrick Mayes
- 2022 : Périphériques, les Mondes de Flynne (The Peripheral) : Conner Penske

#### Téléfilms
- 2012 : 23 ans d'absence (Abducted : The Carlina White Story) de Vondie Curtis-Hall : Carl Tyson en 1987
- 2014 : Loin des yeux, loin du cœur (Far from Home) de Michael Scott : Rudy
- 2015 : La trêve de Noël (Christmas Truce) de Brian Skiba : Jensen
- 2016 : Toni Braxton : Unbreak My Heart de Vondie Curtis-Hall : Darryl Simmonds

### Jeu vidéo
- 2017 : Dead Rising 4 : Isaac (voix)